# Alloclubionoides rostratus
Alloclubionoides rostratus là một loài nhện trong họ Amaurobiidae.
Loài này thuộc chi Alloclubionoides. Alloclubionoides rostratus được miêu tả năm 1993 bởi Da-xiang Song et al..